# Lanius ludovicianus
L'averla americana (Lanius ludovicianus Linnaeus, 1766) è un uccello passeriforme della famiglia Laniidae.

## Etimologia
Il nome scientifico della specie, ludovicianus, deriva dal latino e significa "proveniente dalla Louisiana", in riferimento all'areale di distribuzione di questi uccelli.

## Descrizione

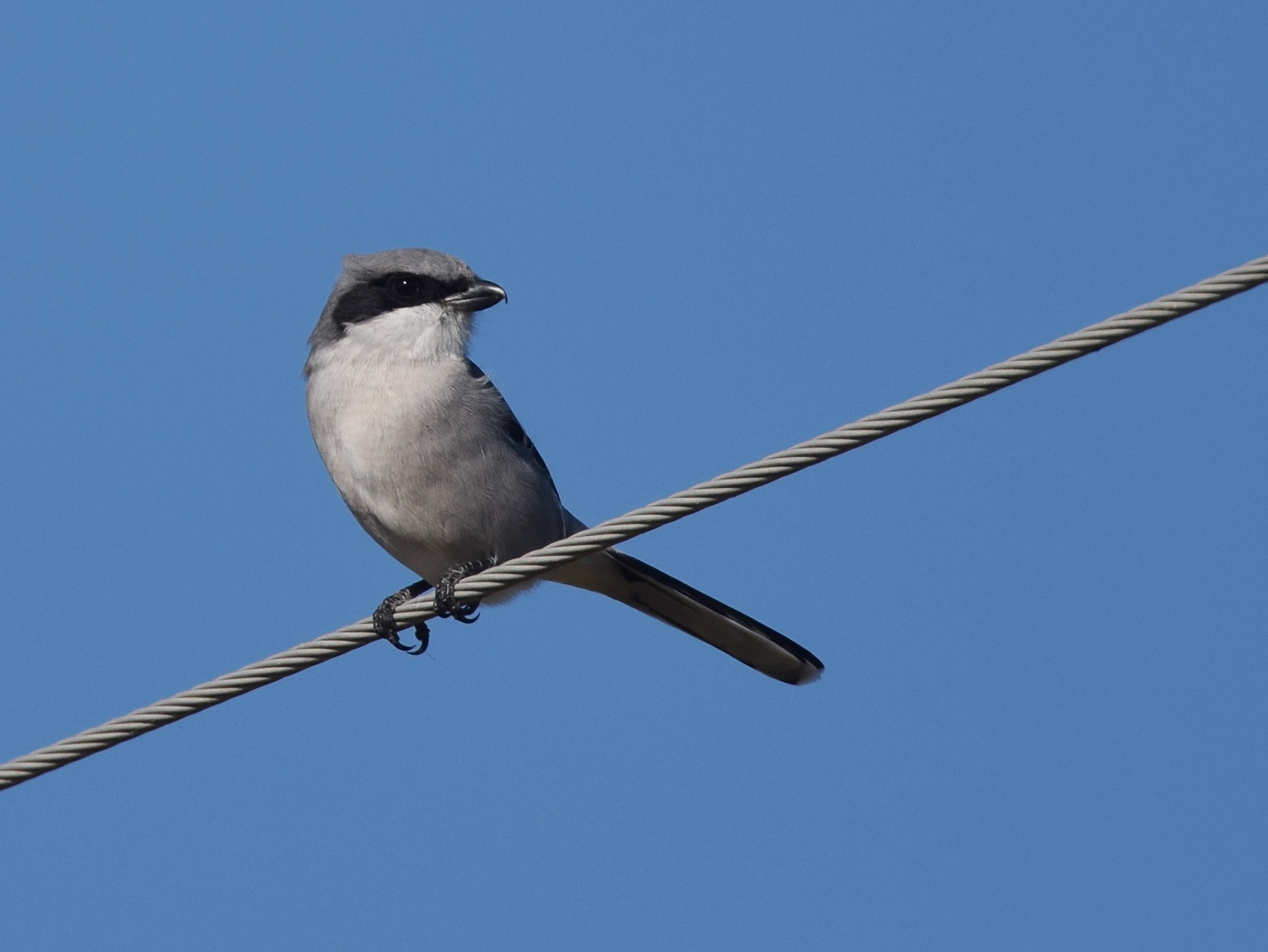
Esemplare in natura.

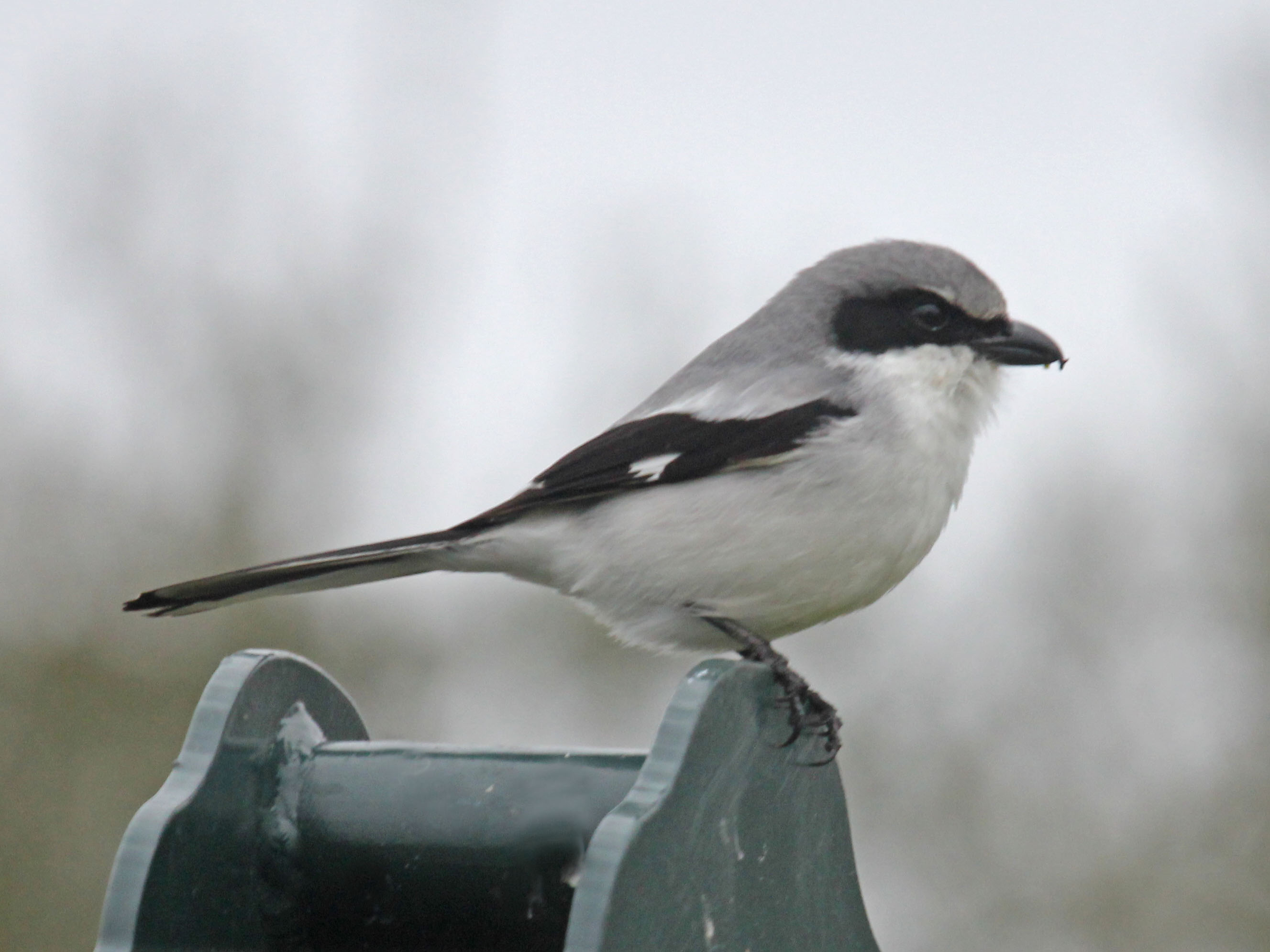
Esemplare a Royal Palm Beach.

### Dimensioni
Misura 18–22 cm di lunghezza, per 43-54 g di peso.

### Aspetto
Si tratta di uccelli dall'aspetto robusto, muniti di grossa testa ovale e allungata che sembra incassata direttamente nel torso, becco robusto dall'estremità adunca, ali arrotondate, forti zampe artigliate e coda di media lunghezza e dall'estremità vagamente romboidale.

Nel complesso, l'averla americana somiglia molto all'affine averla settentrionale, dalla quale può essere riconosciuta per la taglia minore, la colorazione generalmente più scura e la mascherina facciale più estesa (l'occhio in questa specie è completamente circondato dal nero facciale), oltre che per il becco più corto e meno uncinato.
Il piumaggio si presenta di color grigio topo su fronte, vertice, nuca, dorso, scapolare e codione, mentre gola, basso ventre e sottocoda sono bianchi e petto, ventre e fianchi mostrano diffuse sfumature di colore grigio chiaro: le ali e la coda sono di colore nero, le prime con specchietto alare bianco sulle remiganti primarie e dalla base delle copritrici dello stesso colore, la seconda con orlo anch'esso di colore bianco. La mascherina facciale si estende dai lati del becco all'area periauricolare e alla guancia ed è di colore nero, sormontata superiormente nella sua parte anteriore da un sottilissimo sopracciglio bianco.

Il dimorfismo sessuale è presente ma appena accennato e difficile da verificare sul campo, coi maschi dalla colorazione più accesa rispetto alle femmine.
In ambedue i sessi le zampe ed il becco sono di colore nero, mentre gli occhi sono di colore bruno scuro.

## Biologia

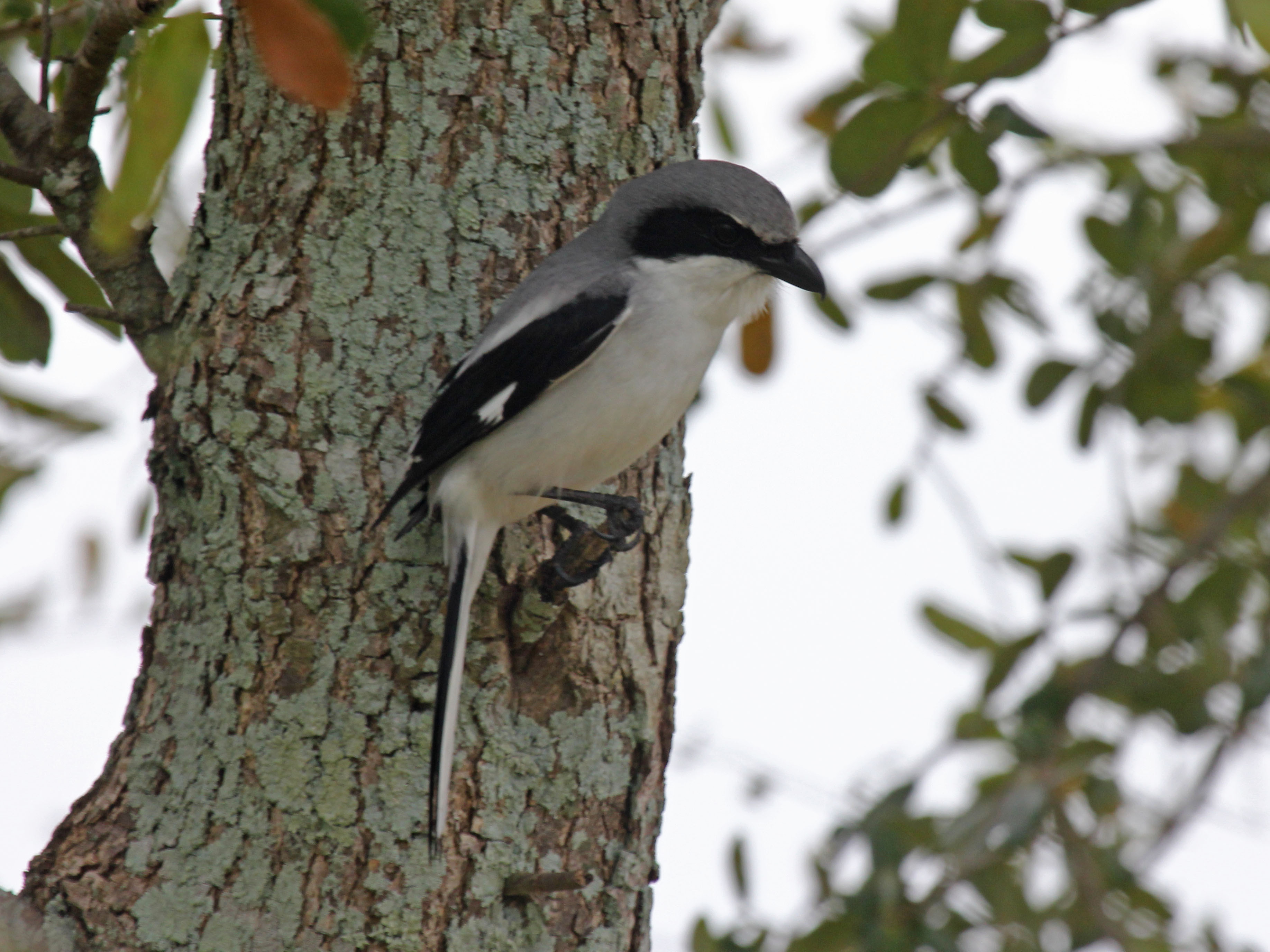
Esemplare controlla il territorio a Royal Palm Beach.

L'averla americana è un uccello dalle abitudini di vita diurne e perlopiù solitarie, che vive in un territorio ben definito che provvede a difendere accanitamente da eventuali intrusi: questi animali, infatti, passano gran parte del proprio tempo appollaiati su di un posatoio in evidenza posto in genere attorno ai 4 m d'altezza a controllare i dintorni, vocalizzando di tanto in tanto per avvertire gli eventuali intrusi nelle vicinanze di non sconfinare. Allo stesso tempo, grazie alla posizione favorevole, l'animale può facilmente avvistare anche potenziali prede nelle vicinanze.
I richiami dell'averla americana sono aspri e acuti, simili a un pigolio metallico o al verso di qualche grosso insetto: i maschi sono generalmente più vocali e possiedono inoltre un repertorio più vario rispetto alle femmine, che invece vocalizzano in maniera più sommessa.

### Alimentazione

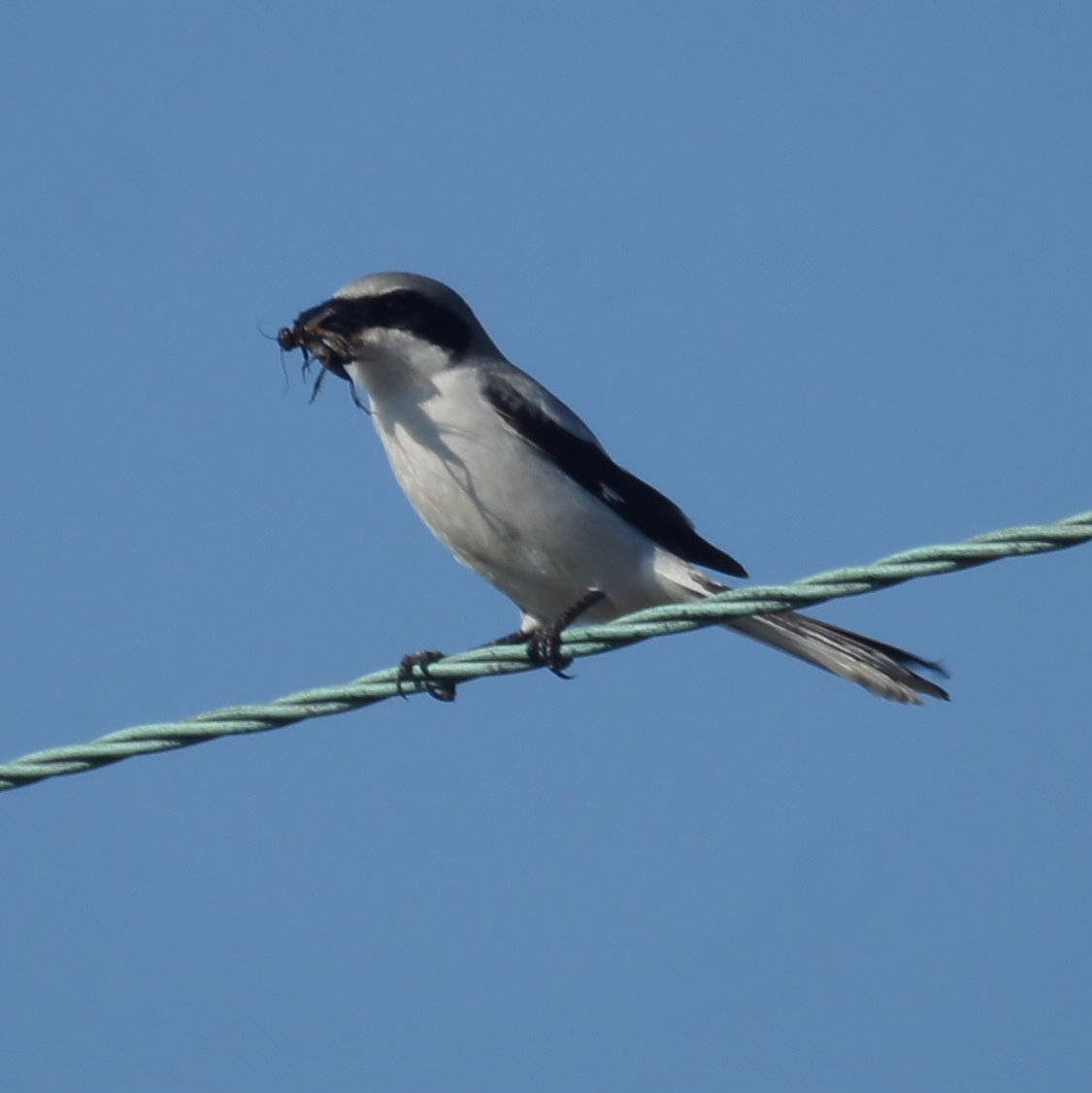
Esemplare con cibo nel becco a Riverside.

L'averla americana è un uccello carnivoro: la dieta di questi uccelli è composta in maniera preponderante (oltre il 70%) da insetti ed altri invertebrati, soprattutto di grossa taglia come ortotteri, coleotteri, ragni e blatte, mentre la rimanente parte si compone di piccoli vertebrati come topolini, piccoli rettili, anfibi, piccoli uccelli e persino pipistrelli.
Questi uccelli cacciano soprattutto a vista: dal proprio posatoio in evidenza essi possono facilmente osservare i dintorni in attesa che una potenziale preda si trovi a passare nei dintorni. A questo punto, l'averla spicca il volo dalla propria postazione, planando sulla vittima dall'alto e finendola a colpi di becco: le prede volanti possono essere catturate al volo.

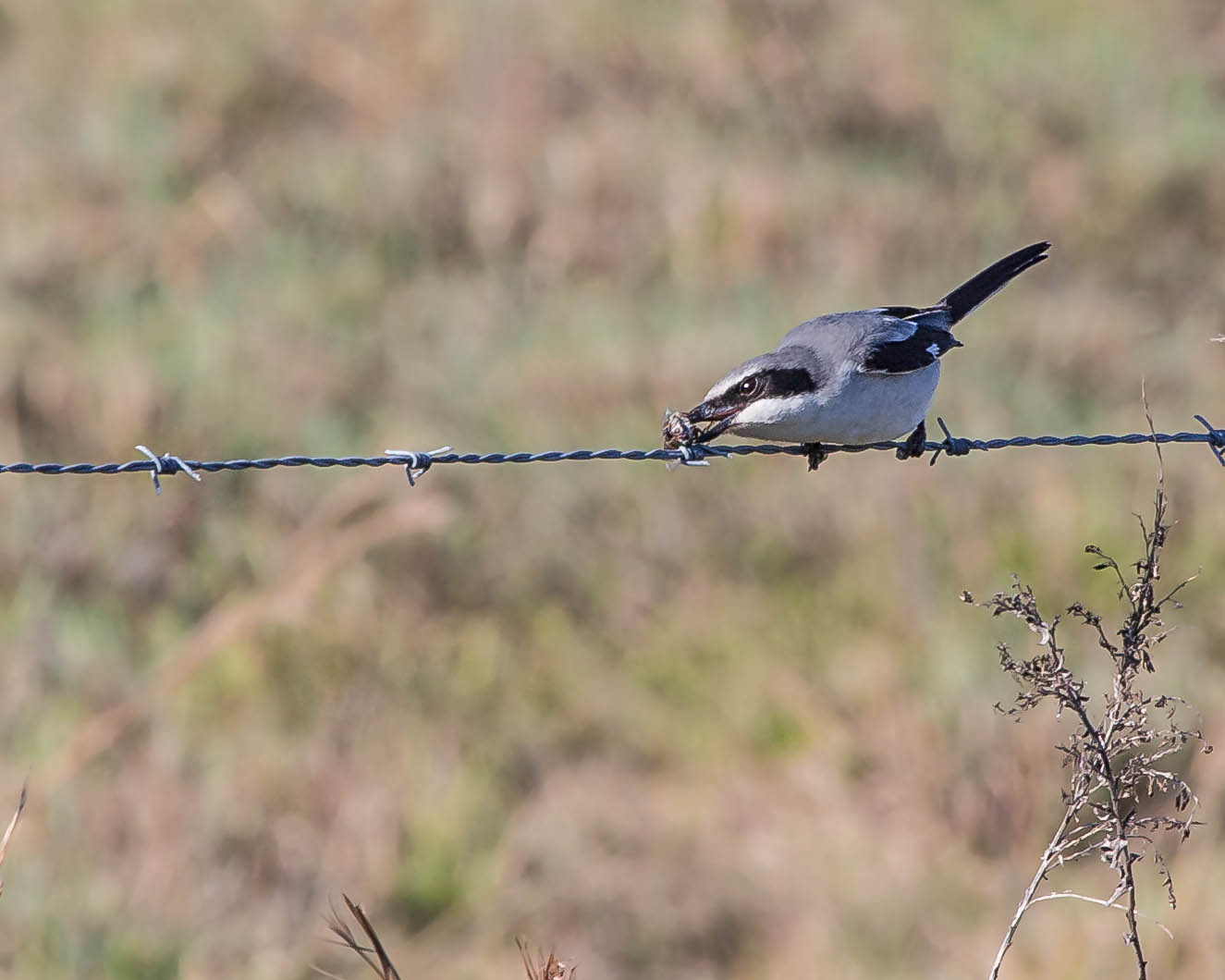
Esemplare impala del cibo su filo spinato.

L'averla americana è in grado di sopraffare prede di dimensioni maggiori rispetto alla propria, pesanti fino a oltre 25 grammi: l'animale è solito beccare ripetutamente la testa o la nuca della preda e scuotere vigorosamente la testa nella ferita in maniera tale da strappare pezzetti di carne e causare un colpo di frusta, aiutato in questo dai potenti muscoli del collo e dal forte becco uncinato.
Le prede di grosse dimensioni vengono generalmente impalate su supporti appuntiti, come spine vegetali o filo spinato: in tal modo, in assenza di artigli per trattenere la preda l'averla può utilizzare la spina come supporto per poterla spezzettare con calma. Anche il cibo in surplus viene conservato impalato.
L'averla americana mostra inoltre di tanto in tanto cleptoparassitismo, rubando le prede appena catturate ad altri piccoli uccelli o il cibo impalato da altre averle in loro assenza.

### Riproduzione

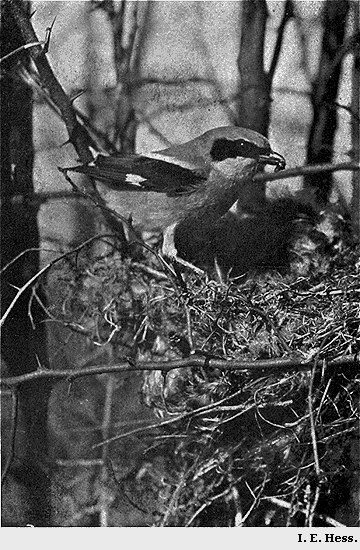
Esemplare porta cibo alla prole.

Si tratta di uccelli monogami, la cui stagione riproduttiva va dalla fine di febbraio a luglio: le coppie della parte settentrionale tendono a riprodursi fino a un mese e mezzo più tardi rispetto a quelle della porzione meridionale.

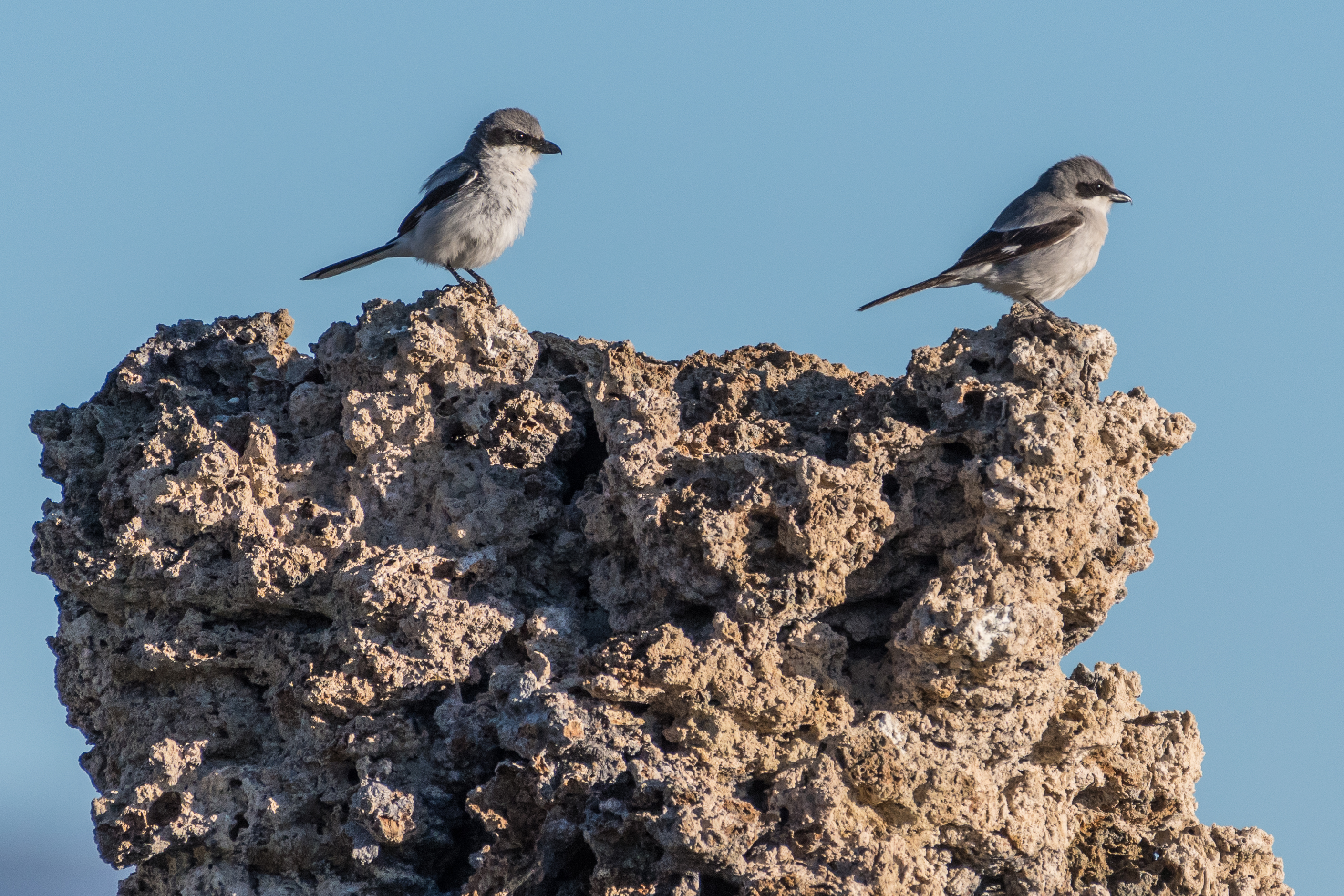
Coppia nella contea di Mono.

Il maschio corteggia la femmina effettuando voli rituali con sporadiche picchiate verso la potenziale partner, dopodiché si posiziona al suo fianco sul posatoio dispiegando la coda e tenendo le ali aperte verso il basso: a questo punto la femmina, se interessata all'accoppiamento, comincia a pigolare mimando la richiesta di cibo da parte dei nidiacei, alla quale il maschio risponde con altri richiami corti e acuti e con l'offerta rituale di cibo. Durante il periodo riproduttivo i maschi non di rado effettuano predazione in eccesso, al fine di dimostrare alle potenziali compagne di poter essere in grado di provvedere sufficientemente al nutrimento della prole.
Il nido è piuttosto massiccio e a forma di coppa, e viene costruito utilizzando rametti e fibre vegetali e foderando l'interno con materiale più soffice anche di origine animale: alla sua costruzione collaborano entrambi i partner, che favoriscono per la sua ubicazione il folto dei rami di un albero o un cespuglio a 2–5 m dal suolo, scegliendo come luogo di nidificazione piante spinose con spazi aperti nei dintorni ma in genere non completamente isolate (come ad esempio alberi in filari o viali oppure siepi).

All'interno del nido, la femmina depone 4-8 uova (con tendenza a un aumento delle uova deposte in direttrice N-S) di colore bianco sporco con rade screziature brune concentrate sul polo ottuso, che provvede a covare per circa 16 giorni. I pulli sono ciechi ed implumi alla schiusa, e vengono alimentati da ambedue i genitori: in tal modo, essi diventano in grado d'involarsi attorno ai 19 giorni di vita, pur rimanendo nei pressi del nido (continuando a chiedere, sebbene sempre più sporadicamente, l'imbeccata ai genitori) fino a circa un mese di vita. Una volta resisi indipendenti, i giovani si allontanano dal territorio natio, cercando di stabilirsi in un proprio territorio: essi diverranno pronti per riprodursi durante la primavera successiva, sebbene raramente i maschi riescano a riprodursi al primo anno di vita.

Le averle americane sono solite praticare il cannibalismo durante la stagione riproduttiva, utilizzando i propri piccoli deceduti come cibo per sé stesse e per la rimanente prole.
La speranza di vita di questi uccelli è attorno ai 10 anni, con l'età massima registrata che è di 12 anni e mezzo.

## Distribuzione e habitat

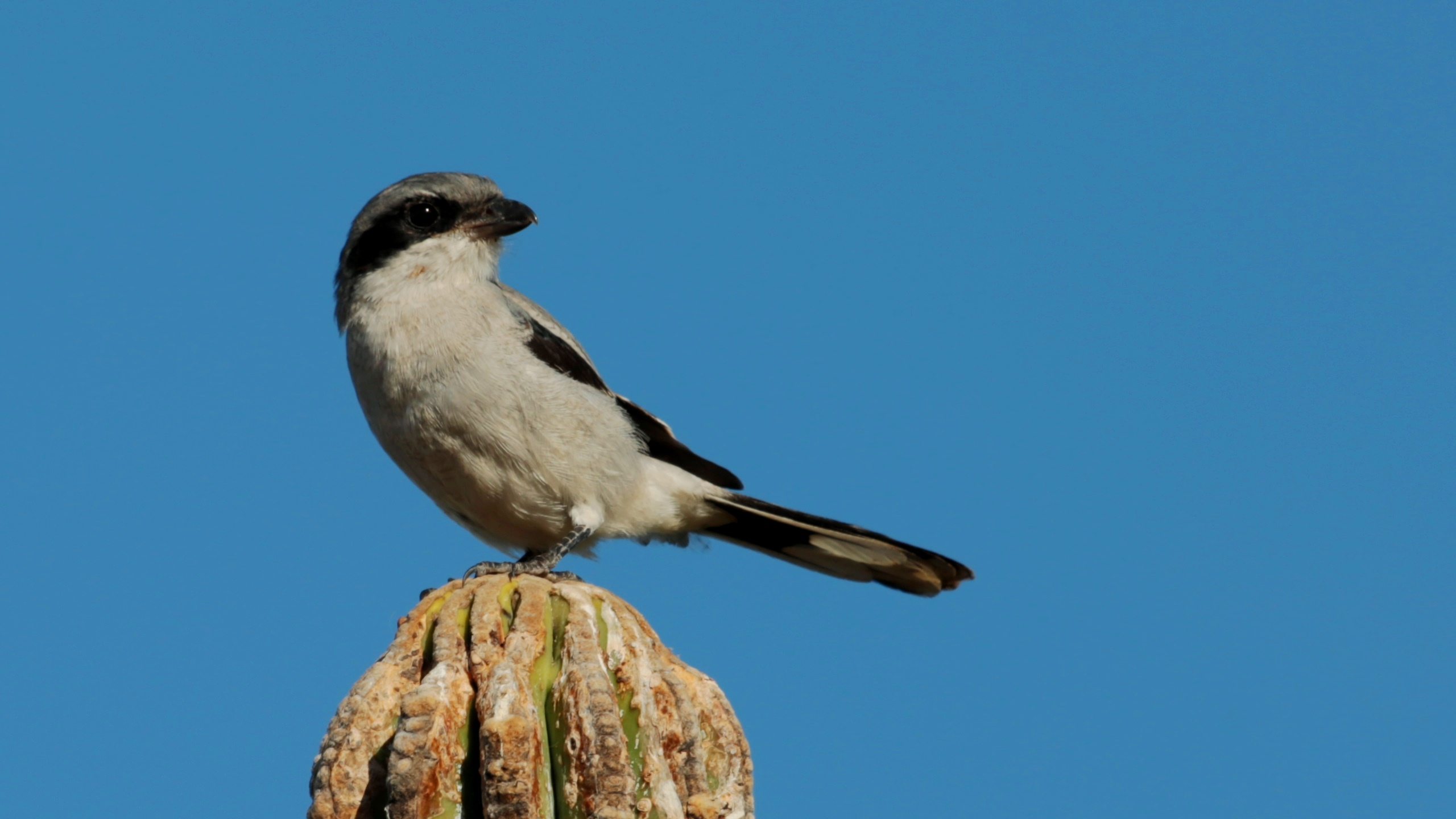
Esemplare in Baja California Sur.

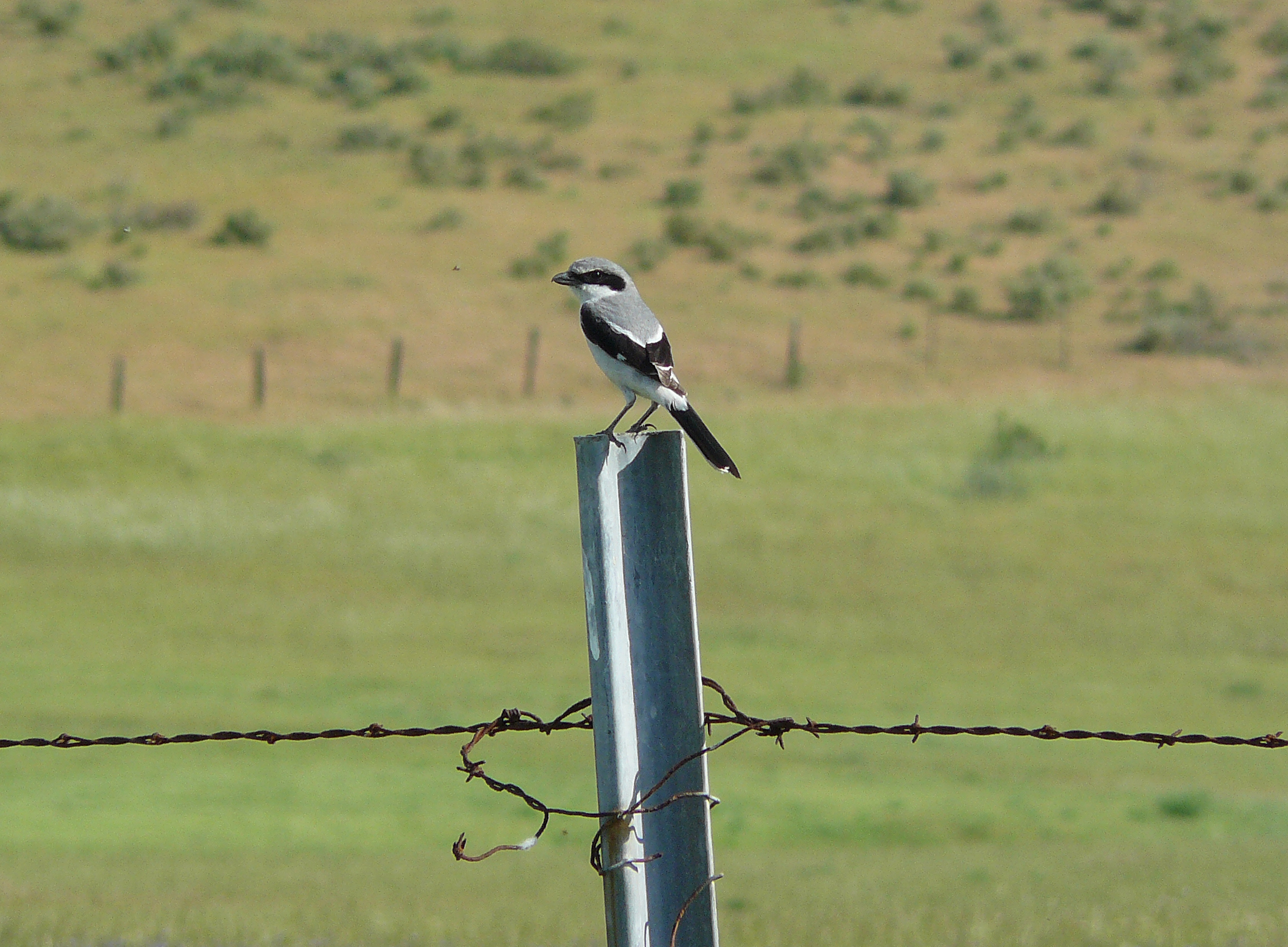
Esemplare a San Luis Obispo.

L'averla americana, come intuibile dal nome comune, è diffusa in America settentrionale e centrale, occupando un vasto areale che va dagli Stati Uniti centrali (grossomodo dallo Stato di Washington al Maryland) a sud fino all'istmo di Tehuantepec, attraverso il Gran Bacino, la California, le Grandi Pianure, gli Stati Uniti meridionali, la penisola di Bassa California e gran parte del Messico: sebbene buona parte della popolazione di questi uccelli sia residente nel proprio areale, le popolazioni più settentrionali possono spingersi a nord per riprodursi fino ai Grandi Laghi ed all'estuario del San Lorenzo ad ed al sud di Alberta, Saskatchewan e Manitoba ad ovest, mentre quelle più meridionali possono spostarsi verso le aree costiere durante il periodo invernale.
L'habitat di questi uccelli è rappresentato dalle aree aperte con presenza di macchie alberate o cespugliose (con predilezione per le macchie a prevalenza di biancospino e cedro gigante), staccionate, pali della luce o comunque luoghi in evidenza dai quali dominare visivamente i dintorni: essi colonizzano senza grossi problemi le aree antropizzate, stabilendosi nelle aree periferiche e in quelle coltivate, in parchi, giardini e viali alberati, mentre evitano le zone ad erba alta, la quale rende la ricerca del cibo energeticamente inefficiente.

## Tassonomia
La specie venne individuata e descritta scientificamente da Mathurin Jacques Brisson nel 1760: fu in seguito Linneo a correggerne la nomenclatura aggiungendola assieme ad altre 240 specie (sempre descritte dal Brisson) nella dodicesima edizione del suo Systema Naturae.
Se ne riconoscono sette sottospecie:

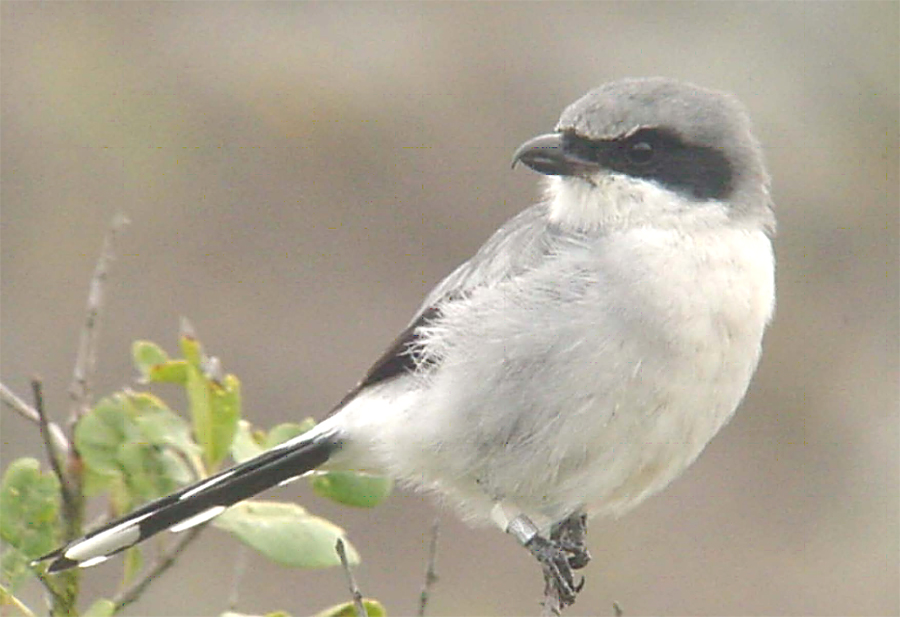
Esemplare della sottospecie mearnsi sull'isola di San Clemente.

- Lanius ludovicianus excubitorides Swainson, 1832 - diffusa dall'Alberta all'Oklahoma occidentale, a sud fino alla California ed al Texas occidentale, svernante nel sud dell'areale e nel nord del Messico;
- Lanius ludovicianus migrans Palmer, 1898 - diffusa dal sud di Ontario e Québec al nord di Louisiana e Mississippi, ad est fino a New York e alla costa atlantica e ad ovest fino ai margini orientali delle Grandi Pianure (Nebraska, Oklahoma, Kansas), svernante a sud sulle coste del Golfo del Messico;
- Lanius ludovicianus ludovicianus Linnaeus, 1766 - la sottospecie nominale, diffusa negli Stati Uniti meridionali dalle pendici sud-orientali degli Appalachi (grossomodo all'altezza della Carolina del Nord) alla Florida e ad ovest fino al Texas meridionale;
- Lanius ludovicianus anthonyi Mearns, 1898 - endemica di Santa Rosa, Santa Cruz e Santa Catalina, nelle Channel Islands;
- Lanius ludovicianus mearnsi Ridgway, 1903 - endemica dell'isola di San Clemente;
- Lanius ludovicianus grinnelli Oberholser, 1919 - diffusa nell'area compresa fra la contea di San Diego e il nord della Bassa California;
- Lanius ludovicianus mexicanus Brehm C. L., 1854 - diffusa lungo la costa occidentale del Messico, a sud fino all'Oaxaca, e sulla punta meridionale della penisola di Bassa California;

Alcuni autori riconoscerebbero inoltre le sottospecie gambeli della contea di Calaveras, nevadensis della contea di Inyo, sonoriensis dei monti Chiricahua (tutte sinonimizzate con excubitorides), miamensis della contea di Miami-Dade (sinonimizzata con la nominale) e nelsoni della Baja California Sur (sinonimizzata con mexicanus).
La sottospecie anthonyi, invece, mostra una certa distanza genetica dalle altre e potrebbe costituire una specie a sé stante.